# Panikk
Panikk so slovenska thrash metal skupina, ustanovljena v Ljubljani leta 2008. Doslej so izdali dva albuma in en EP. Ob številnih zamenjavah članov je od prvotne postave ostal le Gašper Flere, pevec in kitarist skupine. Mednarodno so nase opozorili z izdajo albuma Discarded Existence, ki je naletela na pretežno pozitivne odzive poslušalstva in kritike. 

## Zgodovina
Leto po nastanku so Panikk v samozaložbi izdali svoj prvi demo z naslovom Demo 2009, kmalu za tem pa so začeli koncertirati po vsej Sloveniji. Pred izidom prvega albuma so Žiga Podgornika Jakila na kitari, Janeza Kramerja na basu in Simona Intiharja na bobnih zamenjali Nejc Nardin, Rok Vrčkovnik in Grega Košmerl. Prvi album, Unbearable Conditions, je leta 2013 izšel v založbi Metal Tank Records. Pred izidom EP-ja je za bobne stopil Črt Valentić, Panikk pa so podpisali pogodbo z založbo Xtreem Music. Leta 2015 je na plano prišel Pass the Time, na katerem so predstavljene tri pesmi. 

Kmalu nato je Nejca Nardina na kitari zamenjal Jaka Črešnar, in tako se je izoblikovala postava, ki ustvarja še danes. V isti založbi je leta 2017 izšel drugi album, Discarded Existence. Na youtube je album naložil kanal New Wave Of Old School Thrash Metal in hitro je bila skupina deležna večje pozornosti. Pri poslušalcih je Discarded Existence naletel na navdušene odzive, tudi kritike so bile vzpodbudne. 

## Zvrst glasbe
Glasbene prvine Panikk odsevajo podobe thrash metala osemdesetih let dvajsetega stoletja v stilu Bay Area thrash metala. Igrajo hiter in energičen old school thrash metal, deležni so primerjav s skupinami, kot so Vio-Lence, Forbidden in Evildead.
Ivan Cepanec je v recenziji albuma Discarded Existence za Radio Študent zapisal: "Temam primerno je glasba benda Panikk izredno neposredna in udarna. Tega, prosim, ne enačite z enostavna, saj Panikk v odklonu od marsikaterega modernega thrasha ne ponujajo enostavnih kitarskih linij, enoličnih bobnov in predvidljivih pesemskih struktur, temveč stvar kar pošteno zakomplicirajo, s čimer dosežejo zahtevno poslušalsko izkušnjo, po drugi strani pa niti najmanj ne izgubijo na agresiji. Še vedno so očitni vplivi Vio-Lence, Dark Angel, zgodnjih Testament in Exodus, a v veliki meri se napadalnost Panikk naslanja tudi na bolj death thrash metal bende, kot so Devastation, Exhorder in seveda Demolition Hammer. Vzdrževanje nivoja agresije od začetka do konca je naloga, ki jo kitarist/vokalist Gašper Flere, kitarist Jaka Črešnar, basist Rok Vrčkovnik in bobnar Črt Valentić opravijo z odliko." Hkrati pa je obžaloval dejstvo, da je album predolg, in da zato nenehna agresija sčasoma razvodeni v enoličnost.

## Člani skupine
- Gašper Flere – vokal, kitara (2008–sedaj)
- Jaka Črešnar – kitara (2015–sedaj)
- Rok Vrčkovnik – bas kitara (2011–sedaj);
- Črt Valentić – bobni, (2014–sedaj);

## Diskografija
- Unbearable Conditions (2013)
- Pass the Time (2015) EP
- Discarded Existence (2017)